# CDP-パラトース-2-エピメラーゼ
CDP-パラトース-2-エピメラーゼ(CDP-paratose 2-epimerase、)は、以下の化学反応を触媒する酵素である。
CDP-3,6-ジデオキシ-D-グルコース {\displaystyle \rightleftharpoons } CDP-3,6-ジデオキシ-D-マンノース
従って、この酵素の基質はCDP-3,6-ジデオキシ-D-グルコースのみ、生成物はCDP-3,6-ジデオキシ-D-マンノースのみである。
この酵素は異性化酵素、特に炭水化物及びその類縁体に作用するラセマーゼ、エピメラーゼに分類される。この酵素の系統名はCDP-3,6-ジデオキシ-D-グルコース 2-エピメラーゼ(CDP-3,6-dideoxy-D-glucose 2-epimerase)である。この酵素は、デンプンやスクロースの代謝に関与している。１つの補因子NAD+を必要とする。